# Dom Abrampolskiego

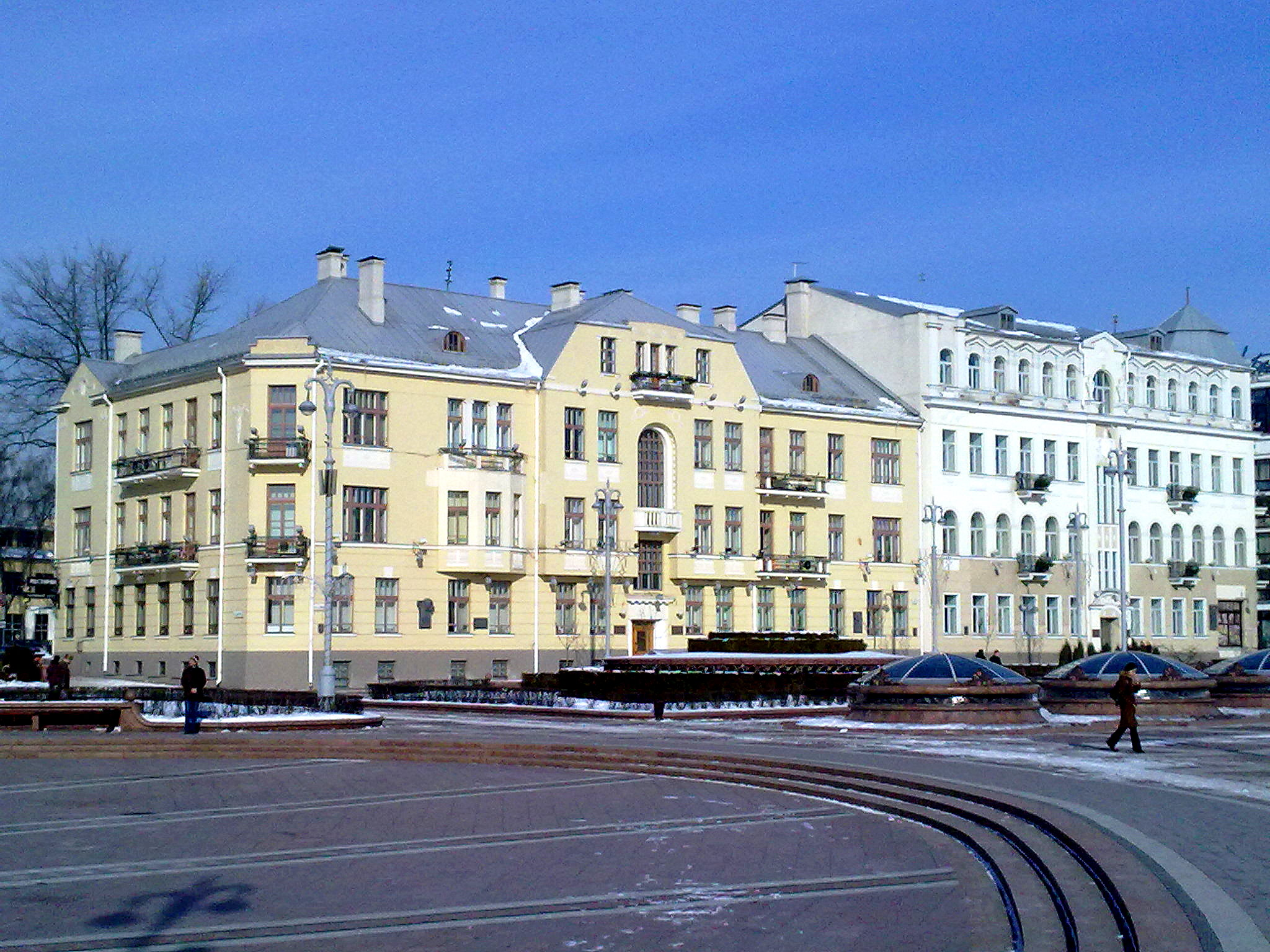
Dom dochodowy przy ul. Sowieckiej 17

Dom Abrampolskiego – kamienica XX wieku położona w Mińsku przy ul. Sowieckiej 17, jedne z lepiej zachowanych domów dochodowych z czasów rosyjskich znajdujących się w stolicy Białorusi.
Kamienica przy ul. Sowieckiej 17 zbudowana została w stylu modernizmu na początku XX stulecia. Jej elementem charakterystycznym jest znajdująca się w środku dachu mansarda, na którą składają się trzy wąskie prostokątne okna. Uwagę zwraca ścięte naroże od strony skrzyżowania z ulicą, naruszające symetrię budynku. Kamienica posiada trapezowe zakończenie ściany głównej. Do znanych mieszkańców domu należał m.in. białoruski akademik-geodeta W. W. Popow (1950–1955). W czasie II wojny światowej w budynku znajdował się punkt konspiracyjny radzieckich partyzantów, którzy wykorzystywali w tym celu położoną na parterze aptekę. Dom wpisany jest do rejestru zabytków Białorusi.